# Valea Mare (Dâmbovița)
Valea Mare es una comuna ubicada en el distrito de Dâmbovița, Rumania.

## Superficie
Posee una superficie de 32,50 kilómetros cuadrados.

## Demografía
Hasta 2021 la población era de 2091 habitantes, con una densidad de población de 64,34 habitantes por kilómetro cuadrado.